# سيسيل مور
سيسيل مور (بالإنجليزية: Cecil Moore)‏ (2 يناير 1926 ببلفاست في المملكة المتحدة - ) هو لاعب كرة قدم أمريكي في مركز حراسة المرمى. شارك مع منتخب أيرلندا لكرة القدم ومنتخب الولايات المتحدة لكرة القدم. أما مع النوادي، فقد لعب مع غلينتوران وNew York Americans (soccer) ‏.

## وصلات خارجية
- سيسيل مور على موقع قاعدة بيانات كرة القدم.إي يو (الإنجليزية)
- سيسيل مور على موقع ناشيونال فوتبول تيمز (الإنجليزية)